# NAC in het seizoen 1961/62
Het seizoen 1961/1962 was het achtste jaar in het bestaan van de Bredase betaaldvoetbalclub NAC. De club kwam uit in de Eredivisie en eindigde daarin op de vijfde plaats. Tevens deed de club mee aan het toernooi om de KNVB Beker, hierin werd in de kwarfinale, na strafschoppen, verloren van DHC (1–1).

## Wedstrijdstatistieken

### Eredivisie
|       | ADO   | Ajax  | Blauw-Wit | DOS   | DWS/A | Sportclub Enschede | Feijenoord | Fortuna '54 | GVAV  | MVV   | PSV   | Rapid JC | Sparta | Volendam | De Volewijckers | VVV   | Willem II |
| ----- | ----- | ----- | --------- | ----- | ----- | ------------------ | ---------- | ----------- | ----- | ----- | ----- | -------- | ------ | -------- | --------------- | ----- | --------- |
| Thuis | 1 – 1 | 1 – 3 | 0 – 1     | 2 – 0 | 1 – 1 | 3 – 0              | 2 – 3      | 0 – 0       | 0 – 0 | 1 – 0 | 1 – 3 | 1 – 1    | 3 – 2  | 4 – 1    | 1 – 2           | 4 – 1 | 2 – 0     |
| Uit   | 2 – 3 | 2 – 0 | 0 – 2     | 2 – 3 | 0 – 3 | 3 – 1              | 4 – 1      | 0 – 2       | 2 – 2 | 2 – 2 | 4 – 1 | 2 – 5    | 3 – 3  | 3 – 1    | 0 – 3           | 1 – 0 | 0 – 1     |

### KNVB Beker
| 3e ronde                                            | Roda Sport                                         | 1 – 2 (1 – 1)                         | NAC                                   |
| 28 april 1962 Plaats: Kerkrade Jonkerbergstraat     | Sjef Rademacher 21'                                |                                       | 32' Jacques Visschers 89' Leo Canjels |
| Tussenronde                                         | Wilhelmina                                         | 1 – 2 (0 – 0)                         | NAC                                   |
| 24 mei 1962 Plaats: 's-Hertogenbosch De Wolfsdonken | Theo Borsten 47'                                   |                                       | 76' Hein van Gastel 77' Frans Peters  |
| 1e ronde                                            | NAC                                                | 3 – 2 (1 – 1)                         | Sittardia                             |
| 31 mei 1962 Plaats: Breda Beatrixstraat             | Leo Canjels 3' Hein van Gastel 75' Cock Luyten 84' |                                       | 13' Math Schmeitz 52' Ad van der Weij |
| Kwartfinale                                         | DHC                                                | 1 – 1 (1 – 0, 1 – 1) Na strafschoppen | NAC                                   |
| 6 juni 1962 Plaats: Delft Brasserskade              | Piet Verhagen 35'                                  |                                       | 51' Leen van der Lugt                 |

## Statistieken NAC 1961/1962

### Eindstand NAC in de Nederlandse Eredivisie 1961 / 1962
| Stand | Gespeeld | Gewonnen | Gelijk | Verloren | Punten | Doelpunten voor | Doelpunten tegen |
| ----- | -------- | -------- | ------ | -------- | ------ | --------------- | ---------------- |
| 5e    | 34       | 15       | 8      | 11       | 38     | 60              | 49               |

### Topscorers
| #                 | Naam              | Goal |
| ----------------- | ----------------- | ---- |
| 1.                | Jacques Visschers | 17   |
| 2.                | Leo Canjels       | 13   |
| 3.                | Leen van der Lugt | 8    |
| 4.                | Daan Schrijvers   | 7    |
| 5.                | Hein van Gastel   | 6    |
| 6.                | Pauke Meijers     | 3    |
| 7.                | Cock Luyten       | 2    |
| 7.                | Frans Peters      | 2    |
| 9.                | Frans van Deuren  |      |
| Onbekend doelpunt |                   |      |
| –                 | Onbekend          | 1    |
| Totaal            | Totaal            | 60   |

| #      | Naam              | Goal |
| ------ | ----------------- | ---- |
| 1.     | Leo Canjels       | 2    |
| 1.     | Hein van Gastel   | 2    |
| 3.     | Leen van der Lugt | 1    |
| 3.     | Cock Luyten       | 1    |
| 3.     | Frans Peters      | 1    |
| 3.     | Jacques Visschers | 1    |
| Totaal | Totaal            | 8    |

## Voetnoten
ADO ·
Ajax ·
Blauw-Wit ·
DOS ·
DWS/A ·
Sportclub Enschede ·
Feijenoord ·
Fortuna '54 ·
GVAV ·
MVV ·
NAC ·
PSV ·
Rapid JC ·
Sparta ·
Volendam ·
De Volewijckers ·
VVV ·
Willem II